# Ribera d'Ondara
Ribera d'Ondara è un comune spagnolo situato nella comunità autonoma della Catalogna.